# Harrogate Town AFC

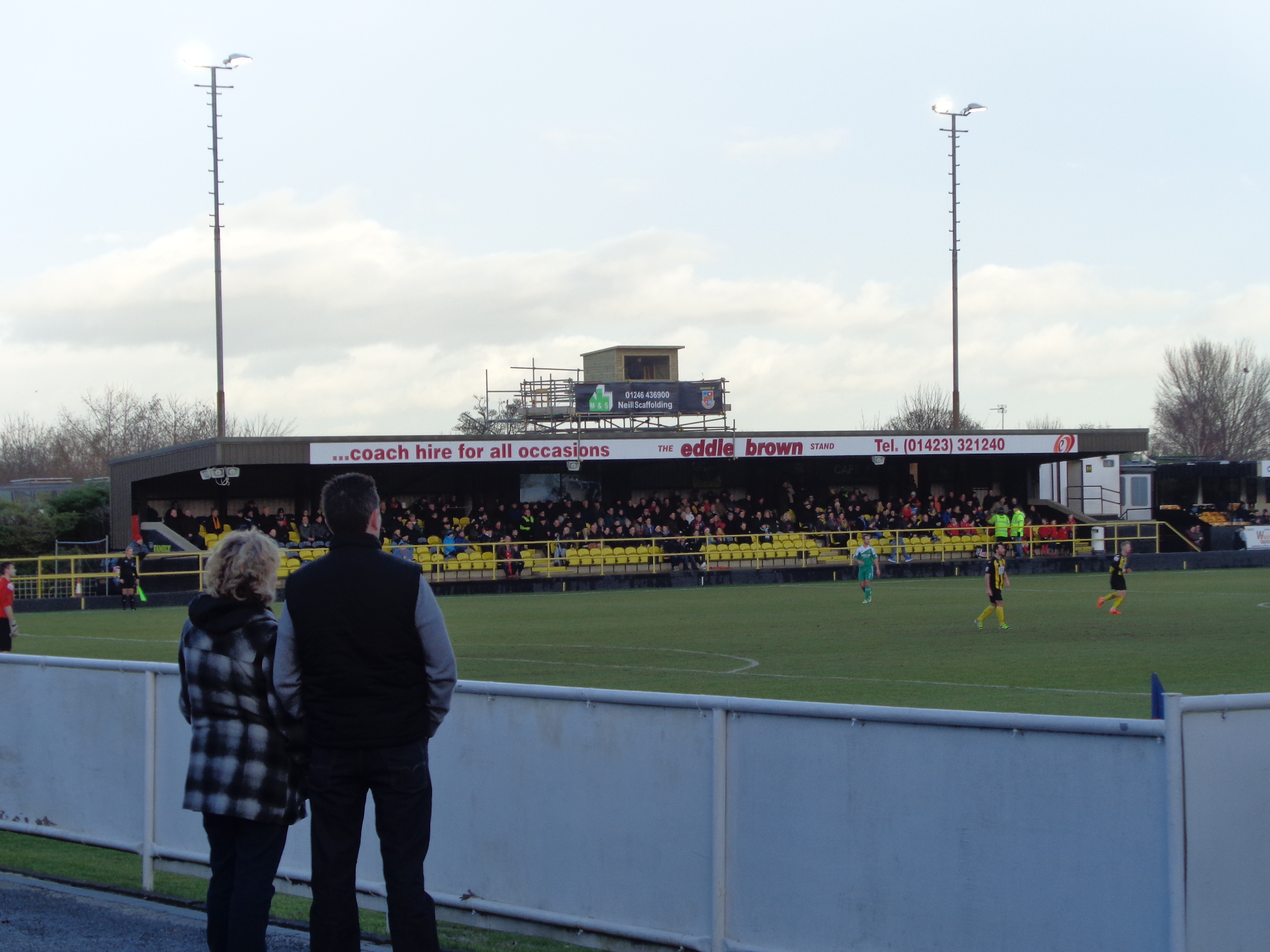
Wetherby Road football ground

Harrogate Town AFC is een Engelse voetbalclub uit Harrogate, North Yorkshire. De club speelt in de League Two.

## Geschiedenis

### Vroege jaren
De club werd in 1914 opgericht als Harrogate AFC. Voor het seizoen 1920/21 was de club medeoprichter van de Yorkshire League al werd ook nog steeds een team opgesteld in de West Riding League. Rond deze tijd werden vriendschappelijke wedstrijden gespeeld tegen grote clubs als Liverpool FC en Sheffield United.
Harrogate schakelde van de West Riding League om naar de Midland Football League waar reserveteams speelden van Nottingham Forest, Sheffield Wednesday en Barnsley FC. In de Yorkshire League speelde het reserveteam verder. Na één seizoen werd de Midland League verlaten en nu speelde het eerste elftal in de Yorkshire League. In 1925 werd de West Riding County Challenge Cup gewonnen in de finale tegen Fryston Colliery met 3-1.
In 1926/27 werd de titel gewonnen in de Yorkshire League en werd naar de Northern League gepromoveerd. Tegen Selby Town werd dat seizoen opnieuw de West Riding County Challenge Cup gewonnen. In 1932 werd het team opgeheven.

### Opmars in de voetbalpiramide
In 1935 werd de club heropgericht als Harrogate Hotspurs. Na de Tweede Wereldoorlog nam de club de huidige naam aan en speelde in de West Yorkshire League. In 1957 voegde Harrogate zich weer bij de Yorkshire League en verbleef daar vele jaren tot de jaren zeventig tot ze medeoprichter werden van de nieuwe Northern Counties East Football League. Het stadion werd verbeterd en er kwam een lichtinstallatie waarop een vriendschappelijke wedstrijd werd gespeeld tegen Leeds United.
Na promotie in 1987 werd de club medeoprichter van de Northern Premier League First Division en speelde daar tot 2002. In de Premier Division werd de club zesde in het eerste seizoen en won de West Riding County Cup voor het eerst sinds de jaren 80. Ook werd voor het eerst in de geschiedenis de eerste ronde van de FA Cup bereikt.

### Conference North
In 2004 was de club opnieuw medeoprichter van een nieuwe competitie. Dit keer de Conference North, een nieuwe divisie tussen de Conference National en de drie leagues daaronder (NPL, Isthmian League en Southern League). In het eerste seizoen werd Harrogate zesde en in 2006 zelfs vijfde waardoor de play-offs bereikt werden, daar werd echter verloren van uiteindelijke winnaar Stafford Rangers.
Tijdens de FA Cup van 2005/06 werd voor het eerst tegen een Football League club gespeeld, te weten Torquay United. Het werd 1-1 in Torquay en er kwam een replay in Harrogate voor 3300 toeschouwers. Het werd 0-0 en Torquay won uiteindelijk in de penaltyreeks met 5-6. In het seizoen 2009/10 zou de club normaal gesproken gedegradeerd zijn, maar werd het gered door financiële problemen van Nortwich Victoria. 
In het seizoen 2012/13 haalde Harrogate Town voor het eerst in haar historie de tweede ronde van de FA Cup, na in de eerste ronde de profs van Torquay United met 1-0 te hebben verslagen. In de tweede ronde verloren ze na strafschoppen van Hastings United.
Met ingang van het seizoen 2017/18 werd de club professioneel en kregen de spelers fulltime contracten aangeboden. In hun eerste seizoen als fulltime club werd promotie naar de National League bewerkstelligt. In de play-off finale op 13 mei 2018 werd Brackley Town verslagen.

### Football League
In het seizoen 2019/20 promoveerde de club naar de League Two, het laagste Engelse profniveau van de Football League. In de finale van de play-offs werd Notts County met 3-1 verslagen. In dit seizoen bereikte de club de finale om de FA Trophy. Deze werd uitgesteld vanwege de Coronapandemie en pas gespeeld op 3 mei 2021. Harrogate Town versloeg op Wembley Concord Rangers met 1-0 door een doelpunt na 76 minuten van Josh Falkingham en won voor het eerst de FA Trophy.